# Michał Bieniek
Michal Bieniek (né le 17 mai 1984 à Gryfino) est un athlète polonais spécialiste du saut en hauteur. Il mesure 1,95 m pour 73 kg. Il détient, avec 2,36 m, réalisé une première fois en 2005, une des meilleures mesures de sa spécialité.